# Sociologie des migrations
 (août 2024).
Si vous disposez d'ouvrages ou d'articles de référence ou si vous connaissez des sites web de qualité traitant du thème abordé ici, merci de compléter l'article en donnant les références utiles à sa vérifiabilité et en les liant à la section « Notes et références ».
La sociologie des migrations a d'abord été celle de l'immigration avec les travaux de l'École de Chicago au début du siècle dernier, puis les recherches en Europe sur les travailleurs immigrés vers 1970. Immigration et émigration sont deux points de vue d'un même phénomène (Sayad).
L'objet de la sociologie des migrations est de décrire, d'interpréter et d'expliquer le phénomène migratoire (changement d'un lieu d'habitation à un autre), ses causes et ses conséquences que sont la redéfinition des pratiques culturelles des migrants (dont l'acculturation), des réseaux de sociabilité (intégration, désintégration, marginalisation sociale).